# Тольяттинский государственный университет
Это статья о Тольяттинском государственном университете. Для других значений см. ТГУ
Тольяттинский государственный университет — высшее учебное заведение в городе Тольятти. Основан в 2001 году путём объединения Тольяттинского политехнического института и Тольяттинского филиала Самарского государственного педагогического университета. В апреле 2017 года стал одним из региональных опорных университетов. В сентябре 2021 года включён в число вузов — участников программы государственной поддержки и развития университетов «Приоритет-2030». Является интегрирующим высшим учебным заведением в федеральном образовательном проекте «Росдистант».
В структуру ТГУ входят 10 институтов и 47 кафедр. В университете обучаются более 21,5 тысячи студентов, работают более 2000 преподавателей и сотрудников, в том числе 100 докторов и более 450 кандидатов наук. Имеются аспирантура, докторантура, 3 докторских диссертационных совета.
Представительства ТГУ располагаются в Самаре, Сызрани и Жигулёвске.

## История
29 января 1951 года приказом министра высшего образования СССР при «Куйбышевгидрострое» по инициативе начальника строительства Волжской ГЭС им. В. И. Ленина И. В. Комзина открыт вечерний филиал Куйбышевского индустриального института с механическим, энергетическим и строительным факультетами. В сентябре 1961 года министр высшего и среднего специального образования СССР подписал приказ об организации дневного обучения на механическом факультете. В то же время открыт вечерний химико-электротехнический факультет.
Одновременно с принятием решения о строительстве в Тольятти Волжского автомобильного завода в 1966 году был издан приказ министра высшего и среднего специального образования СССР об организации Тольяттинского политехнического института (ТПИ) на базе Тольяттинского филиала Куйбышевского индустриального института.
Первым ректором ТПИ был назначен доктор технических наук, профессор Арон Наумович Резников. За 12 лет руководства он организовал работу профессорско-преподавательского коллектива. Сформировались научные школы, продолжающие развиваться и сегодня.
Владимир Иванович Столбов, вступивший в должность ректора в 1979 году, возглавлял ТПИ двадцать два года. Он разработал систему непрерывного профессионального образования «школа — колледж — вуз». В. И. Столбов ввёл в эксплуатацию около 40 тыс. м² учебных площадей.
Переехал из Томска в 1974 году. Основа преподавательского состава переехала из Томска.
8 декабря 1987 года распоряжением Совета Министров СССР создаётся филиал Куйбышевского государственного педагогического института, позже — Тольяттинский филиал Самарского государственного педагогического университета (ТФ СГПУ). Из числа сотрудников ТПИ был назначен директор Тольяттинского филиала Куйбышевского государственного педагогического института Иван Петрович Плеханов. Ему удалось привлечь в филиал профессорско-преподавательский состав из бывших республик СНГ. За несколько лет факультеты филиала подготовили 3500 учителей для школ и воспитателей детских садов.
В 2001 году решением Правительства России на базе ТПИ и ТФ СГПУ был организован Тольяттинский государственный университет. Инициатива создания ТГУ принадлежала первому мэру Тольятти, выпускнику ТПИ 1982 года Сергею Фёдоровичу Жилкину. Он руководил университетом в 2001—2008 годах. Под его руководством дважды, в 2003 и 2008 годах, ТГУ успешно прошёл комплексную оценку деятельности, подтвердив статус университета. Важной заслугой С. Ф. Жилкина является обновление материально-технический базы университета: построен новый учебно-лабораторный корпус, появился бассейн, создана IT-инфраструктура.
В 2009 году ректором ТГУ на альтернативной основе был избран доктор физико-математических наук, профессор Михаил Михайлович Криштал, занимавший при С. Ф. Жилкине должность проректора по научно-исследовательской работе. В 2014 и 2019 годах переизбирался на эту должность.
В 2010 году ТГУ был отмечен премией Правительства РФ в области качества за 2009 год, в 2012 году стал обладателем специального приза «Признание делового совершенства» Премии СНГ в области качества за 2011 год, а в 2016 году — лауреатом Поволжской премии в области качества. В 2019 году вновь стал лауреатом премии Правительства РФ в области качества.
В период с 2010 по 2016 год ТГУ стал четырёхкратным победителем в конкурсах на получение мегагрантов по постановлениям Правительства РФ № 219 и № 220 от 09.04.2010 г. По всем четырём мегагрантам ТГУ получил суммарно более 600 млн рублей из федерального и регионального бюджетов.
В апреле 2017 года по итогам проведённого Министерством образования и науки РФ второго конкурсного отбора программы развития опорных университетов, имеющих ключевое значение для промышленного и социально-экономического развития субъектов Российской Федерации, Тольяттинский государственный университет получил статус опорного вуза.
В декабре 2017 года Тольяттинский государственный университет в результате победы в конкурсном отборе, проводимом в рамках приоритетного проекта «Вузы — центры пространства инноваций», признан Центром инновационного, технологического и социального развития Самарского региона.
В сентябре 2021 года включён в число участников федеральной программы государственной поддержки и развития университетов «Приоритет-2030».
В июне 2022 года коллективу ТГУ объявлена благодарность Президента Российской Федерации Владимира Путина «за заслуги в научно-педагогической деятельности, подготовке квалифицированных специалистов и многолетнюю добросовестную работу».

## Общественная деятельность
В 2014 году агентство «Эксперт РА» включило ТГУ в список лучших высших учебных заведений Содружества Независимых Государств, где ему был присвоен рейтинговый класс «Е».
В 2015 году председатель студенческого профсоюза университета ТГУ Ригина Туктарова, избрана депутатом посёлка Тимофеевка, Ставропольского района, Самарской области.

## Институты ТГУ

### Институт машиностроения
Основная задача института машиностроения ТГУ — подготовка конкурентоспособных кадров для производственно-технической, научно-исследовательской и управленческой деятельности в сфере машиностроения. В структуру ИнМаш входит пять кафедр:
- «Проектирование и эксплуатация автомобилей»;
- «Нанотехнологии, материаловедение и механика»;
- «Сварка, обработка материалов давлением и родственные процессы»;
- «Управление промышленной и экологической безопасностью»;
- «Оборудование и технологии машиностроительного производства».

### Гуманитарно-педагогический институт
На базе ГумПИ регулярно проводятся международные, всероссийские и региональные научные конференции по гуманитарно-педагогическому профилю.
Кафедра русского языка и литературы проводит «Большую поэтическую переменку». При кафедре работает лаборатория литературного творчества.
Педагогический отряд «Успех» занимается работой с детьми в школах-интернатах, организует добровольческие акции, участвует в подготовке методических пособий.

### Архитектурно-строительный институт
Подготовка специалистов в области строительства ведётся в вузе с 1951 года
Под руководством Валерия Ерышева создана научная школа по совершенствованию методов расчёта железобетонных конструкций.

### Институт финансов, экономики и управления
Институт финансов, экономики и управления начал свою работу в 2002 году как факультет экономики, управления и права; в 2006 году факультет реорганизован в институт экономики, управления и права, который в мае 2007 года был переименован в институт финансов, экономики и управления.

### Институт математики, физики и информационных технологий
Институт математики, физики и информационных технологий создан на базе факультета математики и информатики, а также кафедры общей и теоретической физики, которая ранее входила в состав физико-технического института ТГУ. Кроме данной кафедры, в состав ИМФИТ входят кафедры высшей математики и математического моделирования, алгебры и геометрии, прикладной математики и информатики.

### Институт изобразительного и декоративно-прикладного искусства
Институт изобразительного и декоративно-прикладного искусства создан в Тольяттинском филиале Самарского государственного педагогического университет в 1989 году, а в 2001 году вошёл в состав ТГУ. В институте ИЗОиДПИ работают три кафедры: «Изобразительное искусство», «Живопись» и «Декоративно-прикладное искусство».

### Институт инженерной и экологической безопасности
Создан в 2019 году на базе кафедры «Управление промышленной и экологической безопасностью» института машиностроения. Институт инженерной и экологической безопасности ведёт подготовку бакалавров и магистров по направлению подготовки «Техносферная безопасность».

### Институт физической культуры и спорта
Институт создан на базе факультета, открытого в 1989 году в Тольяттинском филиале Самарского государственного педагогического университета. Инициатива открытия факультета принадлежала руководству ОАО «АВТОВАЗ», предложившему вести подготовку специалистов в области физической культуры и спорта с высшим образованием для Тольятти и Самарской области в целом.

### Институт химии и энергетики
История института химии и энергетики началась в 1963 году, когда в составе Тольяттинского филиала Куйбышевского политехнического института был открыт химико-технологический факультет. В 2002 году в структуре вновь созданного Тольяттинского государственного университета был образован химико-биологический факультет. В 2008 году решением учёного совета университета образован институт химии и инженерной экологии. В 2019 году преобразован в институт химии и энергетики в связи с включением в его состав кафедры «Электроснабжение и электротехника» упразднённого института энергетики и электротехники.
В 2007 году создан отдел инженерной экологии и экологического мониторинга Самарского научного центра Российской академии наук.

### Институт права
Институт права создан в Тольяттинском государственном университете в сентябре 2007 года. С 2007 по 2013 год институт возглавлял профессор, доктор юридических наук Рудольф Левонович Хачатуров. С 2013 по 2016 годы институтом руководил доктор юридических наук, профессор Дмитрий Анатольевич Липинский. С 2016 года директор — Светлана Ивановна Вершинина.
В составе института права пять кафедр:
- «Теория государства и права»;
- «История государства и права»;
- «Гражданское право и процесс»;
- «Предпринимательское и трудовое право»;
- «Уголовное право и процесс».

На базе института права создано студенческое научное общество, проводятся всероссийские и международные научно-практические конференции.

## Научная деятельность
Для организации полных циклов научных исследований в ТГУ на базе научно-исследовательской части создана научная и инновационная система, включающая:
- научно-исследовательские подразделения (лаборатории, отделы, центры и научно-исследовательские группы при кафедрах, действующие в рамках 16 научно-образовательных центров)
- подразделения инновационной инфраструктуры:
  - управление инновационного развития
  - инновационно-технологический центр (создан по итогам победы в конкурсе Минобрнауки РФ по постановлению Правительства РФ № 219 от 9 апреля 2010 года)
  - научно-исследовательский отдел «Физика прочности и интеллектуальные диагностические системы» (создан по итогам победы в конкурсе Минобрнауки РФ по постановлению Правительства РФ № 220 от 9 апреля 2010 года)
  - испытательный центр, аккредитованный в трёх системах
  - 26 малых инновационных предприятий.

### Испытательный центр
Испытательный центр создан в ТГУ в 2006 году на базе лабораторий различных кафедр и институтов университета.
В испытательный центр входят лаборатории:
- технической диагностики и экспертизы
- стендовых испытаний
- анализа горюче-смазочных материалов
- физико-химических методов анализа
- физико-механических испытаний
- металлографии
- спектрального анализа.

### Инновационно-технологический центр
Региональный центр коллективного пользования «Инновационно-технологический центр ТГУ» (ИТЦ) создан по гранту Правительства РФ для государственной поддержки развития инновационной инфраструктуры.
ИТЦ ориентирован на реализацию CAD/CAM/CAE-технологий, изготовление физических моделей изделий и готовых к применению средств производства (пресс-форм, штампов, инструментов), изделий конечного потребления.

### Малые инновационные предприятия
В рамках Федерального закона № 217-ФЗ создано 26 малых инновационных предприятий с участием ТГУ. Предприятия производят продукцию для различных областей промышленности.

## Военный учебный центр
Военный учебный центр при ТГУ создан в 2019 году путём объединения военной кафедры (открыта в 1967 году в Тольяттинском политехническом институте) и учебного военного центра (создан в ТГУ в 2008 году). В военном учебном центре ТГУ ведётся обучение по программам подготовки офицеров кадра (с присвоением воинского звания лейтенанта и дальнейшим прохождением военной службы по контракту с Министерством обороны РФ), офицеров запаса и сержантов запаса (с присвоением воинских званий лейтенанта или сержанта и зачислением в запас Вооружённых Сил РФ после выпуска из университета).

## Внеучебная деятельность
Для обеспечения возможности творческой самореализации студентов в ТГУ постоянно работают студии, клубы, секции различных направлений:
- танцевальные (от народного танца до хип-хопа)
- вокальные (творческая мастерская эстрадного искусства, хоровая капелла)
- музыкальные (студия любительского музицирования, шоу «Барабаны мира»)
- театральная творческая студия
- историческое моделирование (мастерская возрождения народных традиций «Затея», клуб «Княжичи»)
- спортивные клубы
- туристский клуб
- клуб интеллектуального общения
- школа КВН и другое.

В течение всего учебного года в университете проводятся крупные студенческие мероприятия:
- посвящение в студенты ТГУ
- универсиада первокурсников
- фестиваль студенческих дебютов «Грин-шоу»
- «Аэробик-шоу»
- вокальный конкурс «Поющий универ»
- конкурс красоты и интеллекта «Мисс и Мистер ТГУ»
- празднование Дня российского студенчества (Татьянин день)
- Студенческие дни науки
- фестиваль искусств «Студенческая весна»
- традиционный туристский слёт.
- В течение года спортивные соревнования — «Универсиада первокурсников»

## Студенческое самоуправление
Основной целью студенческого самоуправления (ССУ) вуза является обеспечение участия студентов в управлении вузом, проведение молодёжной и социальной политики, направленной на создание студентам условий для развития, самоутверждения и самореализации в процессе обучения в Тольяттинском государственном университете.

## Ректоры
- 1967—1979 — Арон Наумович Резников
- 1979—2001 — Владимир Иванович Столбов
- 2001—2008 — Сергей Фёдорович Жилкин
- 2009— н.в. — Михаил Михайлович Криштал